# Deltaria brachyblastophora
Deltaria es un género monotípico de plantas  pertenecientes a la familia Thymelaeaceae. Su única especie,  Deltaria brachyblastophora, es originaria de Nueva Caledonia.

## Taxonomía
Deltaria brachyblastophora fue descrita por Cornelis Gijsbert Gerrit Jan van Steenis y publicado en Nova Guinea: a journal of botany, zoology, anthropology, ethnography, geology and palaeontology in the Papuan region, new series 10(2): 208–209, f. 1, en el año 1959.